# NGC 3680
NGC 3680 (другие обозначения — OCL 823, ESO 265-SC32) — рассеянное скопление в созвездии Центавра. Открыто Джеймсом Данлопом в 1826 году.
Скопление удалено на 935 парсек от Земли, в нём были детально изучены спектры нескольких звёзд-гигантов, были измерены металличности по различным элементам, скорости вращения и микротурбулентности. Средняя металличность скопления оценивается как −0,14. Возраст скопления составляет 1,5 миллиарда лет.
Этот объект входит в число перечисленных в оригинальной редакции «Нового общего каталога».